# Route 43 (Alberta)
La Route 43 est une route importante du nord et du centre de l'Alberta reliant la Colombie-Britannique et Edmonton via la région de la Rivière-de-la-Paix et formant le segment le plus au nord du corridor CANAMEX en Alberta. La route parcourt 495 km (308 mi) depuis la frontière de la Colombie-Britannique, près de Demmitt, jusqu'à la route 16 (Route Yellowhead) près de Manly Corner à l'ouest d'Edmonton,. Elle fait partie du réseau routier national et constitue un corridor international majeur reliant le Mexique à l'Alaska.

## Description du tracé
La route 43 débute à la frontière de la Colombie-Britannique près de Demmitt en étant le prolongement de la route 2 de Colombie-Britannique. Elle se dirige vers le sud-est en passant par Hythe et Beaverlodge avant de bifurquer vers l'est. C'est aussi à cet endroit qu'elle devient une route à quatre voies séparées. À l'ouest de Grande Prairie, elle bifurque vers le nord et l'est sur une voie de contournement récente. Elle croise la route 2 au nord de la ville et continue son trajet vers l'est. À l'est de DeBolt, elle bifurque vers le sud-est jusqu'à Valleyview, où elle tourne vers le sud puis le sud-est. Elle passe ensuite par Whitecourt, Mayerthorpe et Onoway, où elle bifurque vers le sud pour son dernier segment. Elle atteint la route 16 à Manly Corner, où elle prend fin.

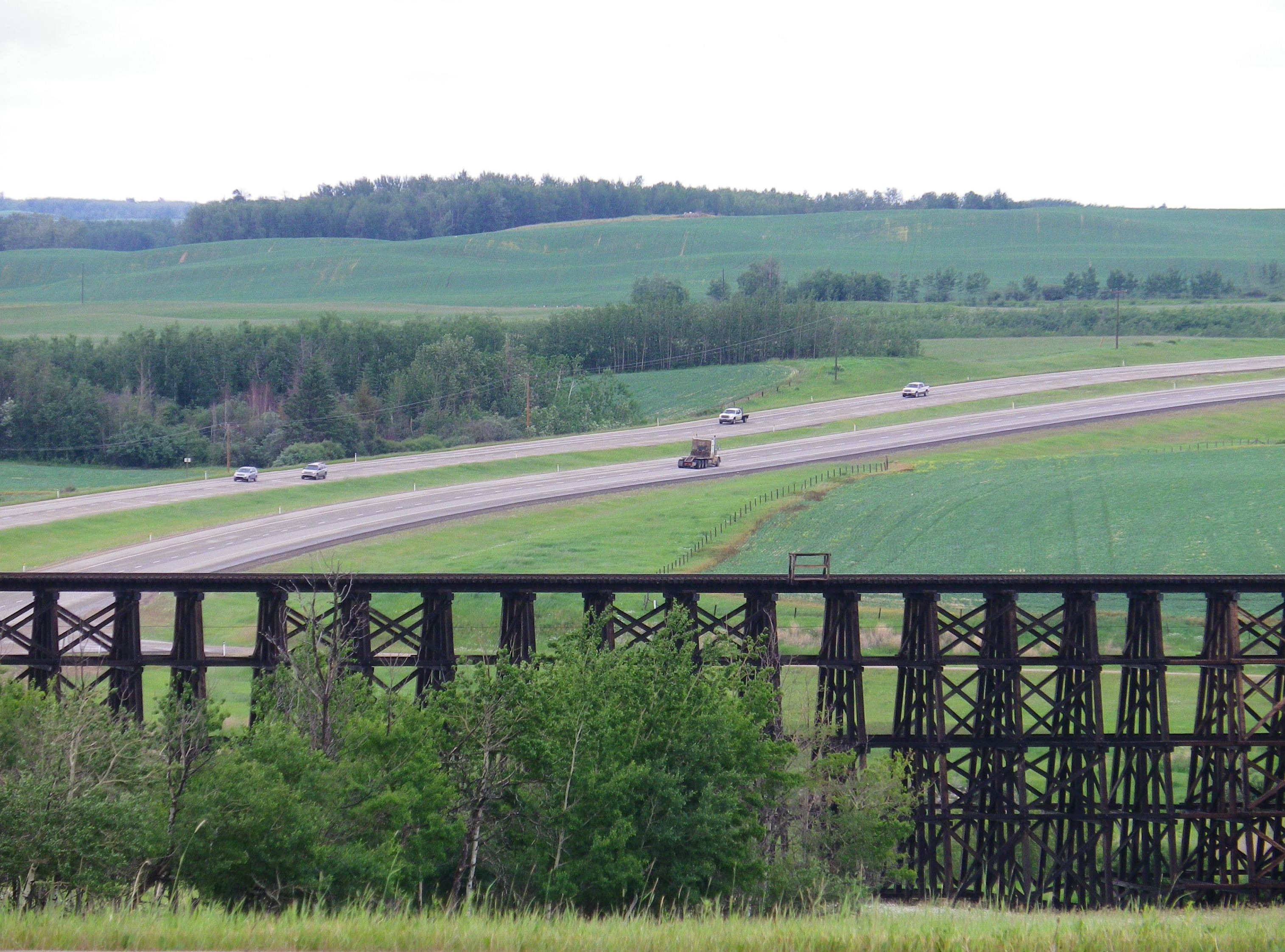
Le Pont Rochfort est l'un des plus longs ponts ferroviaires en bois de l'Amérique du Nord. Il traverse la route 43 près de Rochfort-Bridge.

## Intersections majeures
| Municipalité rurale / spécialisée                               | Ville                   | km                                    | Destinations                                                             | Notes                                                        |
| --------------------------------------------------------------- | ----------------------- | ------------------------------------- | ------------------------------------------------------------------------ | ------------------------------------------------------------ |
| Comté de Grande Prairie No 1                                    |                         | 0,00                                  | Route 2 ouest – Dawson Creek, Route de l'Alaska                          | Continue en Colombie-Britannique                             |
| Comté de Grande Prairie No 1                                    | 20,20                   | AB-59 est – Sexsmith, Rivière-la-Paix | Terminus ouest de l'AB-59                                                |                                                              |
| Comté de Grande Prairie No 1                                    | Hythe                   | 32,40                                 | AB-721 nord                                                              | Terminus sud de l'AB-721                                     |
| Comté de Grande Prairie No 1                                    | Hythe                   | 34,70                                 | AB-672 (Emerson Trail) – Lymburn                                         |                                                              |
| Comté de Grande Prairie No 1                                    |                         | 42,30                                 | AB-671 ouest – Goodfare                                                  | Terminus est de l'AB-671                                     |
| Comté de Grande Prairie No 1                                    | Beaverlodge             | 48,00                                 | AB-722 sud                                                               | Terminus nord de l'AB-722                                    |
| Comté de Grande Prairie No 1                                    |                         | 52,80                                 | AB-723 nord – Valhalla Centre                                            | Terminus sud de l'AB-723                                     |
| Comté de Grande Prairie No 1                                    | 56,50                   | AB-667 ouest – Elmworth, Rio Grande   | Terminus est de l'AB-667                                                 |                                                              |
| Comté de Grande Prairie No 1                                    | Wembley                 | 68,10                                 | AB-724 nord – La Glace                                                   | Terminus sud de l'AB-722                                     |
| Ville de Grande Prairie                                         | Ville de Grande Prairie | 81,80                                 | 100 Avenue vers AB-40 sud – Centre-ville, Aéroport, Grande Cache, Hinton | Ancienne AB-43 est; échangeur proposé                        |
| Ville de Grande Prairie                                         | Ville de Grande Prairie | 92,30                                 | Range Road 63 (116 Street)                                               | Carrefour giratoire                                          |
| Comté de Grande Prairie No 1                                    | Clairmont               | 95,50                                 | AB-2 sud vers AB-40 sud – Centre-ville, Rivière-la-Paix                  | Échangeur; ancienne AB-43 ouest                              |
| Comté de Grande Prairie No 1                                    | Bezanson                | 121,60                                | AB-733 nord – Teepee Creek AB-670 ouest – Grande Prairie                 | Terminus sud de l'AB-733 Terminus est de l'AB-670            |
| Limite Comté de Grande Prairie No 1–M.D. Greenview No 16        |                         | 129,80                                | Traverse la rivière Smoky                                                | Traverse la rivière Smoky                                    |
| M.D. Greenview No 16                                            | DeBolt                  | 146,20                                | AB-736 nord                                                              | Terminus sud de l'AB-736                                     |
| M.D. Greenview No 16                                            | Valleyview              | 199,40                                | AB-49 nord – Donnelly, Rivière-la-Paix                                   | Terminus sud de l'AB-49                                      |
| M.D. Greenview No 16                                            |                         | 206,70                                | AB-665 est                                                               | Terminus ouest de l'AB-665                                   |
| M.D. Greenview No 16                                            | 238,20                  | Traverse la rivière Little Smoky      | Traverse la rivière Little Smoky                                         |                                                              |
| M.D. Greenview No 16                                            | 300,50                  | AB-947 sud                            | Terminus nord de l'AB-947                                                |                                                              |
| Comté de Woodlands                                              |                         | 358,60                                | AB-32 nord – Swan Hills                                                  | Terminus ouest du multiplex avec l'AB-32                     |
| Comté de Woodlands                                              | Whitecourt              | 364,60                                | Traverse la rivière Athabasca                                            | Traverse la rivière Athabasca                                |
| Comté de Woodlands                                              | Whitecourt              | 366,50                                | AB-32 sud – Edson                                                        | Terminus est du multiplex avec l'AB-32                       |
| Comté de Woodlands                                              | Whitecourt              | 366,80                                | Traverse la rivière McLeod                                               | Traverse la rivière McLeod                                   |
| Comté de Woodlands                                              |                         | 389,10                                | AB-751 sud – MacKay                                                      | Terminus nord de l'AB-751                                    |
| Comté de Woodlands                                              | 391,60                  | AB-658 nord – Fort Assiniboine        | Terminus sud de l'AB-658                                                 |                                                              |
| Comté de Lac Sainte-Anne                                        | Green Court             | 401,90                                | AB-18 est – Barrhead                                                     | Terminus ouest de l'AB-18                                    |
| Comté de Lac Sainte-Anne                                        | Mayerthorpe             | 411,50                                | AB-22 (Cowboy Trail) – Evansburg, Entwistle                              |                                                              |
| Comté de Lac Sainte-Anne                                        |                         | 427,10                                | AB-757 nord                                                              | Terminus ouest du multiplex avec l'AB-757                    |
| Comté de Lac Sainte-Anne                                        | 428,80                  | Traverse la rivière Pembina           | Traverse la rivière Pembina                                              |                                                              |
| Comté de Lac Sainte-Anne                                        | Sangudo                 | 429,50                                | AB-757 sud – Gainford                                                    | Terminus est du multiplex avec l'AB-757                      |
| Comté de Lac Sainte-Anne                                        | Cherhill                | 446,40                                | AB-764 nord                                                              | Terminus sud de l'AB-764                                     |
| Comté de Lac Sainte-Anne                                        |                         | 451,90                                | AB-765 sud – Darwell                                                     | Terminus nord de l'AB-765                                    |
| Comté de Lac Sainte-Anne                                        | Gunn                    | 471,30                                | AB-33 nord – Barrhead, Swan Hills                                        | Terminus sud de l'AB-33                                      |
| Comté de Lac Sainte-Anne                                        |                         | 477,40                                | AB-37 est – Fort Saskatchewan                                            | Terminus ouest de l'AB-37                                    |
| Comté de Lac Sainte-Anne                                        | 485,30                  | AB-633 – Alberta Beach                |                                                                          |                                                              |
| Comté de Parkland                                               | Manly Corner            | 495,00                                | AB-16 (Route Yellowhead) – Edmonton, Edson, Jasper                       | Échangeur; sortie 340 de l'AB-16                             |
| Comté de Parkland                                               | Manly Corner            | 495,00                                | Vers AB-770 sud – Carvel, Genesee                                        | Sortie direction est seulement; accès complet depuis l'AB-16 |
| - Terminus de multiplex - Accès incomplet - Transition de route |                         |                                       |                                                                          |                                                              |